# Jan Lubrański

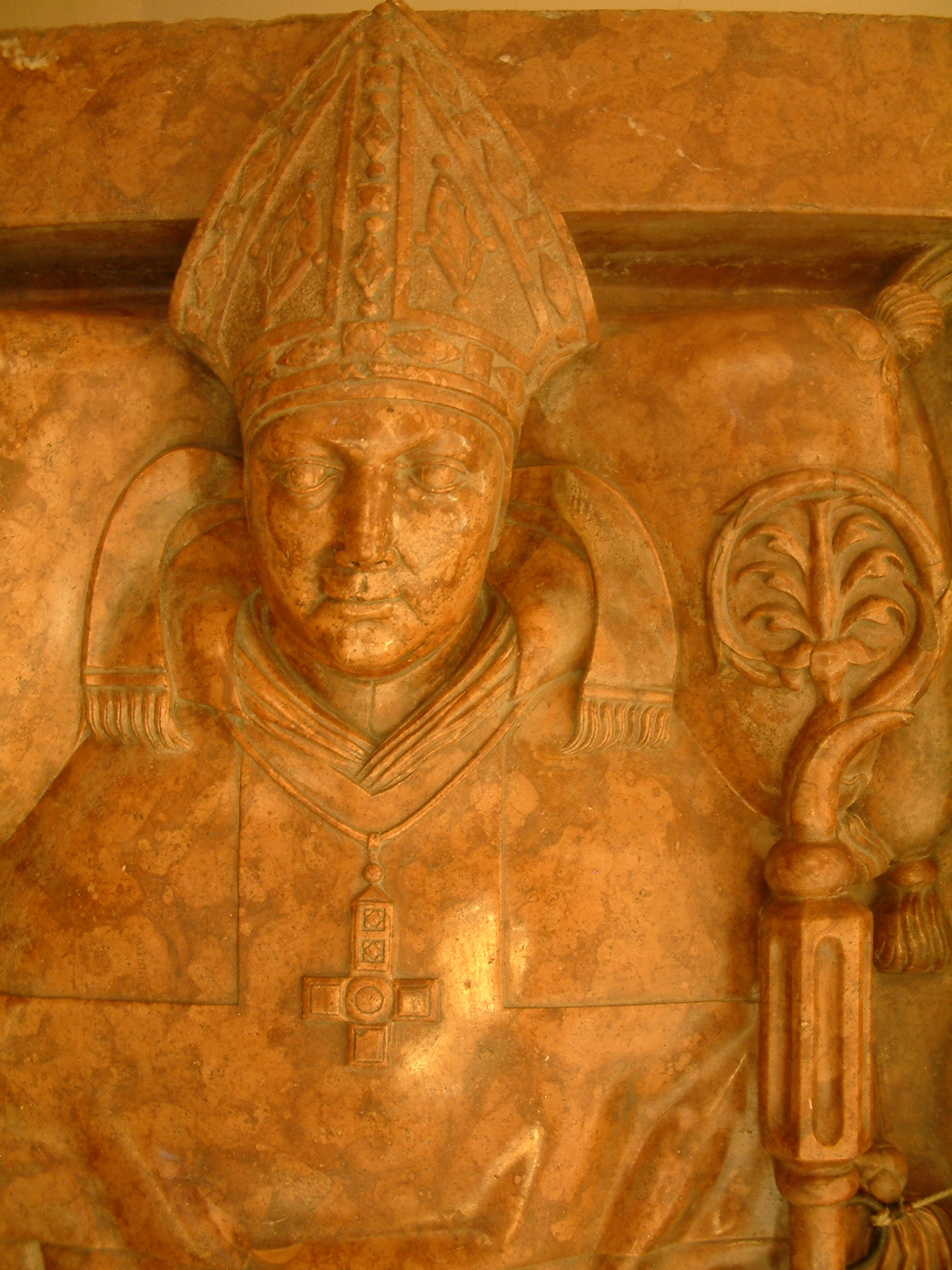
Wizerunek Jana Lubrańskiego w poznańskiej katedrze

Jan Lubrański herbu Godziemba (ur. 1456, zm. 23 maja 1520 w Buku) – polski biskup poznański, prepozyt poznańskiej kapituły katedralnej w latach 1493–1497, założyciel Akademii Lubrańskiego.

## Życiorys
Urodził się w 1456 jako syn Lamberta (Ruperta) z Lubrańca na Kujawach. Był bratankiem Grzegorza Lubrańskiego, podkanclerzego koronnego oraz starszym bratem Bernarda, kanonika poznańskiego i Mikołaja Lubrańskiego. O jego ojcu, Rupercie-Lambercie, niewiele wiadomo: wpisał się w 1437 roku na uniwersytet krakowski, z zamiarem zostania księdzem (był klerykiem diecezji włocławskiej oraz przez kilka lat pisarzem publicznym i konsystorza krakowskiego - 1444 roku), jednak zrezygnował z kariery w Kościele katolickim i się ożenił.
Jan Lubrański w 1472 roku rozpoczął studia na Akademii Krakowskiej, gdzie w 1478 roku uzyskał tytuł magistra sztuk wyzwolonych. Następnie studiował na uniwersytetach w Bolonii (1478–1480) i w Rzymie, gdzie w 1484 uzyskał tytuł doktora dekretów. Po powrocie do kraju, w 1485 roku rozpoczął karierę urzędnika królewskiego pod opieką swojego stryja – Grzegorza, podkanclerza koronnego. W 1489 objął stanowisko notariusza w kancelarii królewskiej oraz wiele beneficjów kościelnych, w tym, w 1493, stanowisko proboszcza nieistniejącej już dziś kolegiaty pw. św. Marii Magdaleny w Poznaniu. Dzięki protekcji Jana Olbrachta w 1497 roku otrzymał święcenia biskupie i stanowisko biskupa płockiego, z którego już po roku zrezygnował, obejmując tron biskupa poznańskiego. Przez następne lata zajmował się głównie sprawami państwowymi, wspierając wybór na króla Aleksandra Jagiellończyka, a następnie Zygmunta Starego, oraz pracując nad projektami reform skarbu. 6 maja 1499 roku podpisał w Krakowie akt odnawiający unię polsko-litewską. Podpisał dekret elekcyjny Aleksandra Jagiellończyka na króla Polski 3 października 1501 roku. Był sygnatariuszem unii piotrkowsko-mielnickiej 1501 roku. W latach 1502–1503 przebywał we Włoszech, zdobywając znajomości i doświadczenia w gronie tamtejszych renesansowych humanistów. Podpisał konstytucję Nihil novi na sejmie w Radomiu w 1505 roku. Podpisał dyplom elekcji Zygmunta I Starego na króla Polski i wielkiego księcia litewskiego na sejmie w Piotrkowie 8 grudnia 1506 roku. Z polecenia Zygmunta Starego w latach 1507–1518 odbył wiele podróży dyplomatycznych. W późniejszym okresie, pomimo że nie należał do najbliższego otoczenia Zygmunta, uważano go, wraz z jego bratem – Mikołajem Lubrańskim Gardziną, wojewodą kaliskim (1501–1511), a później wojewodą poznańskim za zaufanych ludzi króla, reprezentujących go w Wielkopolsce.
Duży dwór biskupi Jana Lubrańskiego był znaczącym ośrodkiem kultury renesansowej w kraju. Do jego otoczenia należeli Piotr Tomicki, Andrzej Krzycki, Mikołaj Kotwicz i Jakub Wedelicki. Podczas sprawowania urzędu dbał również o rozwój diecezji: zwołał siedem synodów diecezjalnych, przeprowadził rewizję uposażenia biskupów poznańskich, inicjując spisanie "Księgi uposażeń biskupstwa poznańskiego", które stanowi dziś podstawowy dokument opisujący wielkopolską gospodarkę początku XVI wieku, zaś wszystkie jego poczynania zostały szczegółowo zachowane w czterech tomach akt znajdujących się w archiwum metropolitalnym. Dzięki jego zabiegom wsie Dolsk i Ciążeń należące do diecezji uzyskały prawa miejskie, ufundował wiele kościołów w Wielkopolsce (np. w Kazimierzu Biskupim) oraz szpitali (np. Szpital św. Stanisława w Poznaniu). Zadbał również o siedzibę biskupią. Przeprowadził generalny remont poznańskiej katedry, odnowił pałac biskupi, wzniósł psałterię dla kolegium psałterzystów, które utworzył w 1512.
Za jego rządów Ostrów Tumski wyposażono w wodociągi, brukowane ulice oraz wzniesiono nowoczesne fortyfikacje. W 1518 uzyskał uposażenie od króla dla utworzonej przez siebie Akademii - uczelni o ambicjach szkoły wyższej zorganizowanej, w przeciwieństwie do konserwatywnego uniwersytetu Krakowskiego, według renesansowych wzorów, w rok później, w 1519 rozpoczął budowę siedziby dla uczelni nazwanej później jego imieniem.

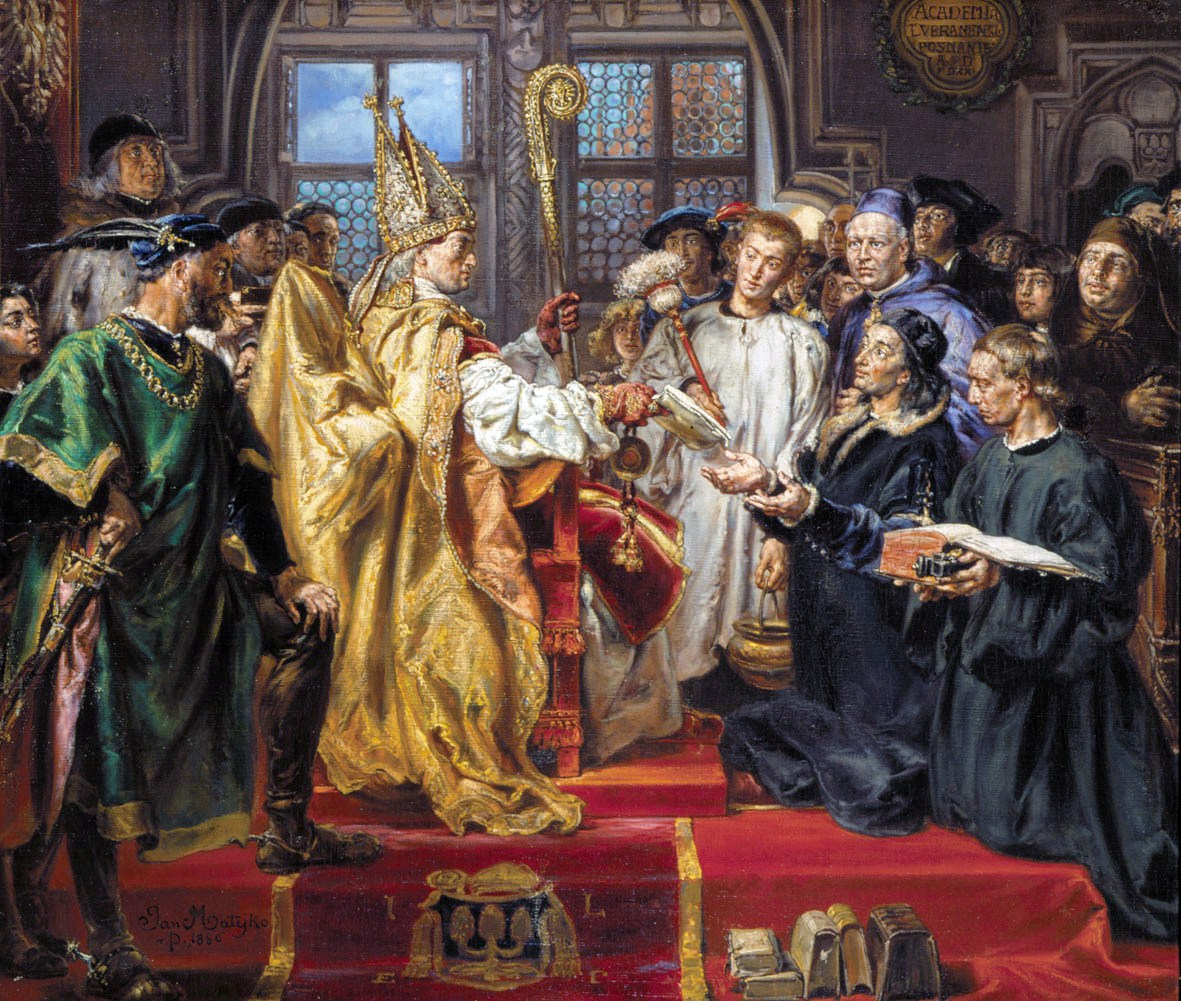
Założenie Akademii Lubrańskiego w Poznaniu, obraz Jana Matejki

W swej działalności fundacyjnej nie pominął rodzinnych Kujaw. 14 kwietnia 1509 król Zygmunt Stary dał mu przywilej na lokację w Lubrańcu miasta na prawie magdeburskim, a 5 marca 1512 następny, tym razem wójtowski. Biskup Jan Lubrański partycypował też prawdopodobnie w kosztach wyposażenia kościoła parafialnego pw. św. Jana Chrzciciela w Lubrańcu, wzniesionego przez stryja, podkanclerzego koronnego Grzegorza. W 1518 biskup Jan Lubrański i jego brat Mikołaj założyli ordynację, potwierdzoną przez Zygmunta Starego 5 maja tego roku. Objęła ona miasto Lubraniec wraz z wsiami położonymi w ówczesnych powiatach: brzeskim (kujawskim), radziejowskim, łęczyckim i przedeckim. Jej celem było utrzymanie rodzinnego majątku w stanie niepodzielnym, przy czym dziedziczenie ordynacji miało następować w myśl zasad primogenitury. Była to druga ordynacja w ówczesnej Rzeczypospolitej, pierwszą założyli w 1470 roku Spytek i Rafał Jarosławscy na Jarosławiu (Ordynacja Jarosławska).
Zmarł w nocy 22 na 23 maja 1520 podczas pobytu w Buku, pochowano go w poznańskiej katedrze, gdzie jego wychowanek i następca – Piotr Tomicki ufundował mu istniejący do dziś nagrobek.
Paweł z Krosna poświęcił mu epitalamium w 1512 roku.